# Замковий міст (Кам'янець-Подільський)

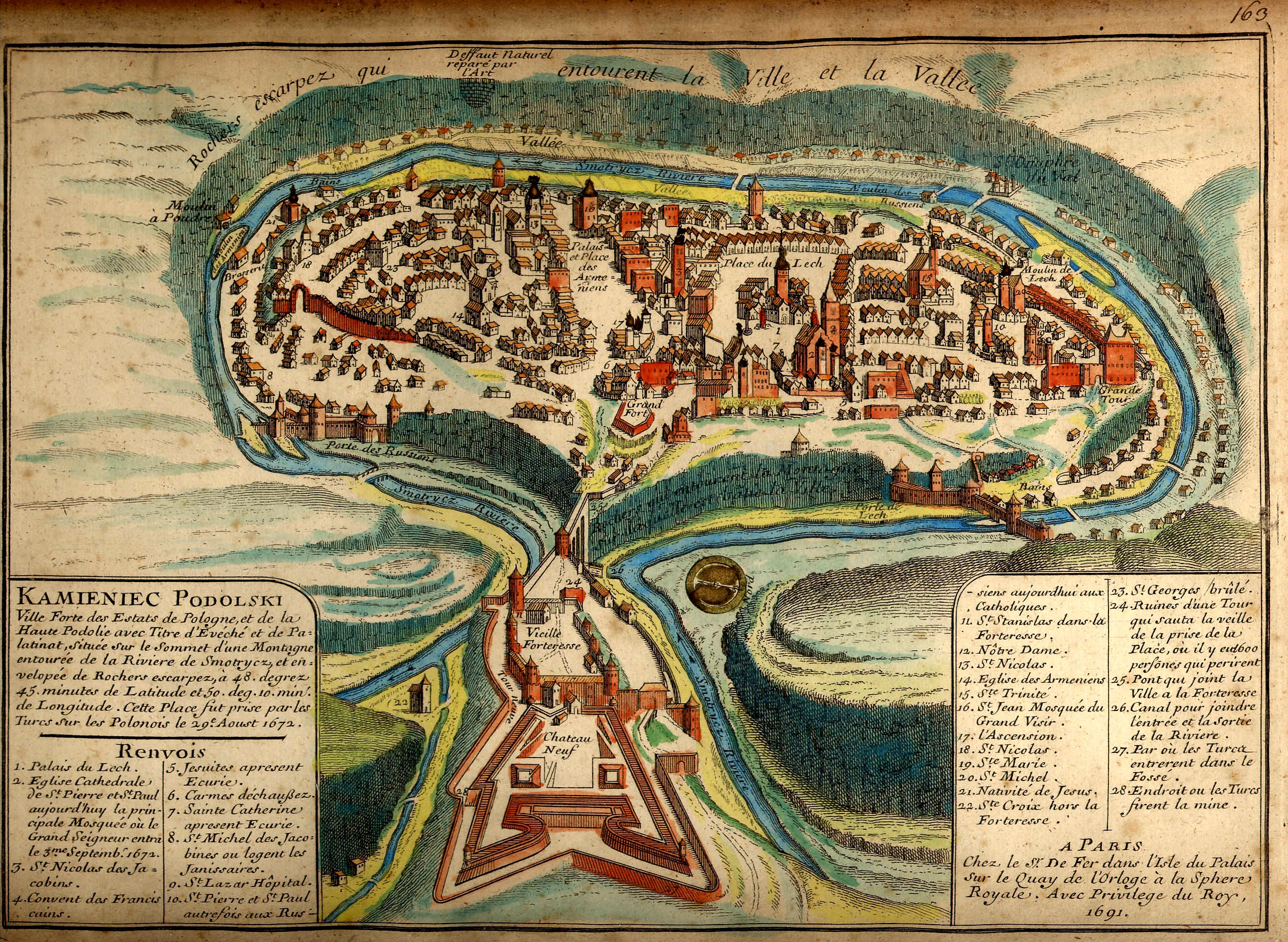
Замковий міст між містом (на півострові) та фортецею (на мисі) на французькому плані 1691 року

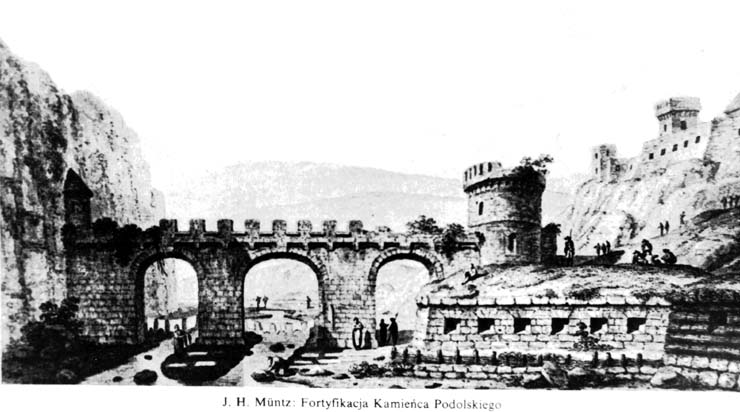
Замковий міст, зображений архітектором Жаном Анрі Мюнцем, 1781 рік

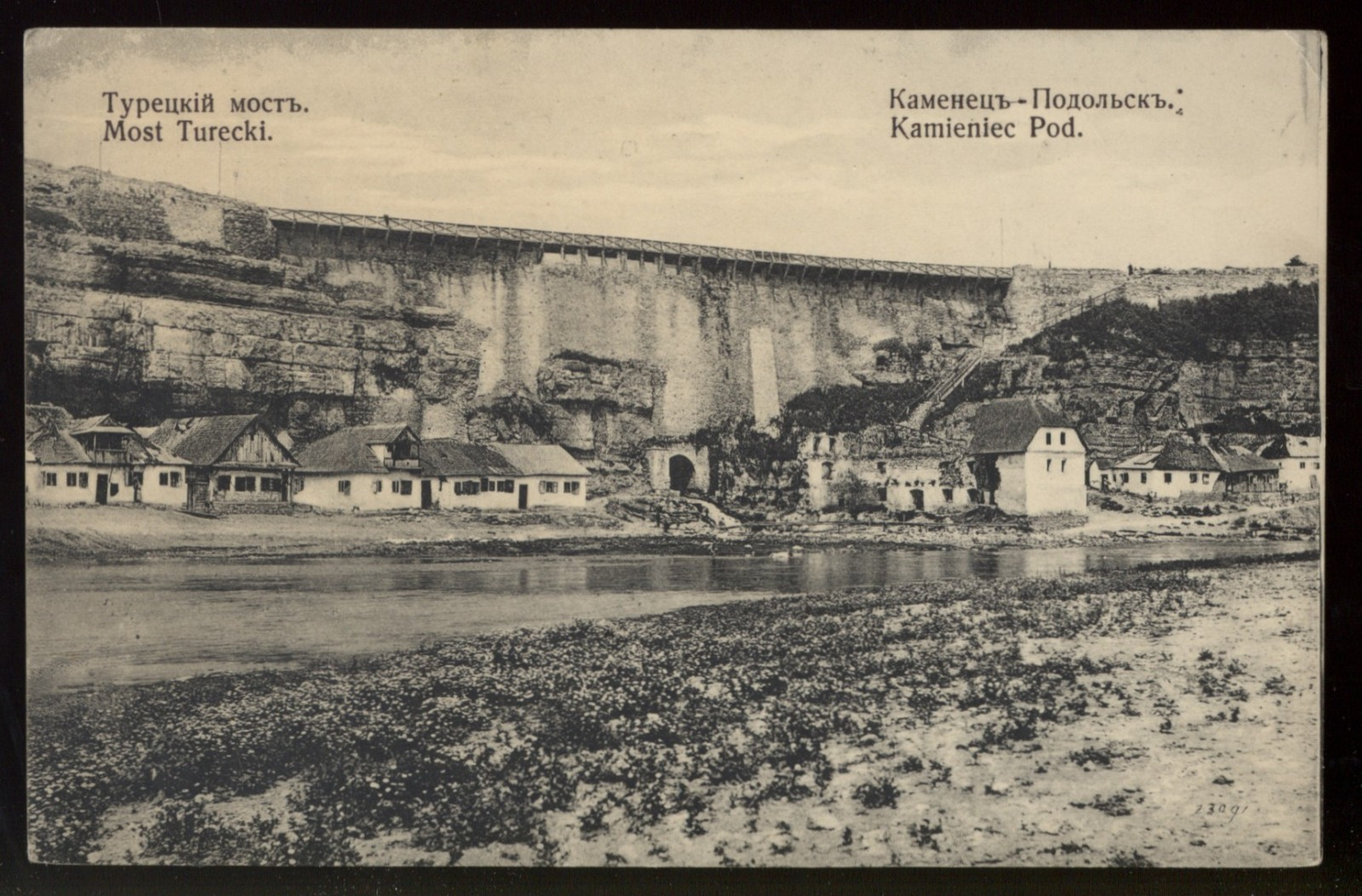
Замковий міст, 1910 рік

За́мковий міст — міст у Кам'янці-Подільському, одне з семи чудес міста, пам'ятка архітектури національного значення. Сполучає Старе місто, розташоване на півострові у петлі річки Смотрич, із фортецею на мисі. Проліг на вузькому перешийку між двома правими берегами Смотрича. Народна назва — Турецький міст.
Уперше згадано в документах 1494 року. Згідно з гіпотезою архітекторів-реставраторів Євгенії та Ольги Пламеницьких, міст збудували римляни на початку 2 століття. На цій підставі міст включено до «Книги рекордів України», укладеної Георгієм Маценком, як найстаріший . За припущенням Пламеницьких, Замковий міст, можливо, зображено на колоні Траяна в Римі. За однією з версій, на Замковому мості страчено Юрія Хмельницького.

## Назва
Історична назва мосту — Замковий. Саме таку назву зафіксовано в архівних документах 1540-х років: Ponte Arcis — Замковий міст .
Турецьким міст стали називати після 27-річного володіння Кам'янцем турками (у 1672—1699 роках) і проведеної ними серйозної реконструкції моста. Деякі дослідники навіть вважали, що міст збудували турки. Так, Петро Павлович у брошурі «Поділля. Історичні пам'ятки» (Аугсбург, 1946) назвав міст Турецьким і зазначив, що «його збудували турки» .
В історико-архітектурному нарисі «Кам'янець-Подільський» (1968) Євгенія Пламеницька назвала пам'ятку просто — Міст (з великої літери) . Зате в четвертому томі видання «Памятники градостроительства и архитектуры Украинской ССР» (Київ, 1986) у довідці, підготовленій Євгенією Пламеницькою, міст названо Фортечним (рос. Крепостным) .
У публікаціях початку 1990-х років Євгенія та Ольга Пламеницькі постійно називали міст Фортечним — як вони пояснили, з огляду на його провідну роль в оборонній системі не тільки замку, а й усього міста-фортеці  (прикладом може слугувати стаття 1995 року «Фортечний міст Кам'янця-Подільського: хронологічна і типологічна атрибуція»). В подальших публікаціях дослідниці відмовилися від цієї назви і повернулися до історичної — Замковий міст.

## Історія мосту

### XV—XVI століття
В архівних джерелах першу згадку про міст датовано 1494 роком: в описі Кам'янець-Подільського замку згадано «будинок сторожа при стулчастій замковій брамі біля мосту» . Отже, наприкінці XV століття міст існував і мав надбрамну башту. Історики Іон Винокур і Микола Петров зазначають: «Не викликає заперечень, що міст існував у XIV-XV століттях, оскільки функціонування міста і замку без нього було би неможливим. Однак писемних свідчень про міст тих часів не виявлено» .
1544 роком датовано влаштування склепінчастого каналу під Замковим мостом. Ці роботи, зазначені в реєстрах як ремонтні, проводили королівський архітектор Йокуб Бретфус і капітан кам'янецьких фортифікацій Матвій Галичанин (Мацей Влодек). Реєстри свідчать, що пробивали отвір у скельному перешийку під мостом та мурували склепінчастий прохід майже півроку — від першої половини січня до червня. Цей водопереливний отвір під мостом потрібний був для того, щоб під час повені частково відвести воду, яка, швидко піднімаючись, могла знести шлюзи Польської брами .
1593 року московський прочанин Трифон Коробейников писав у нотатках про «дерев'яний міст на кам'яних стовпах» у Кам'янці-Подільському . Наступного 1594 року прусський посол Еріх Лясота зафіксував «високий міст», що сполучає замок і місто .

### XVII століття
30 червня 1671 року фризький дипломат Ульріх фон Вердум описав міст як споруду, що посіла відріг скелі між замком і містом. Він зауважив, що місто стоїть на скелі, яку омиває навколо річка Смотрич, і лише на південному заході ця скеля з'єднується з другою, на якій стоїть фортеця. Через цей відріг скелі пробито канал, так що тепер річку пустили навколо. Над каналом підноситься аркове склепіння (нім. Swibbogen) з важких, старанно оброблених квадратних кам'яних плит, а вище над цим склепінням, від міста до фортеці йде ще вісім інших арок, на яких лежать мости між обома скелями. Центральна з восьми арок має надзвичайну висоту. «Темніє в очах, коли дивитися з цього мосту вниз на річку», — зазначив дипломат .
1672 року, під час штурму міста, турки вели постійний обстріл мосту, який був єдиним зв'язком оборонців замку з містом. Вони сильно пошкодили міст. Зокрема, на східному кінці мосту було зруйновано надбрамну башту. Від неї залишився невеличкий заокруглений виступ на південному фасаді мосту.
У 1685—1686 роках, коли Кам'янцем-Подільським володіли турки, міст було обмуровано з обох боків на всю висоту потужними мурами завтовшки від 1,5 метра на рівні дорожнього покриття до 3,5 метра на рівні скельної основи. Підаркові простори було забудовано.

### XVIII—XIX століття

Замковий міст до реконструкції 1876 року

Відомий архітектор, що подорожував та працював для Станіслава Понятовського — Жан Анрі Мюнц перебував в Кам'янці двічі (14 листопада 1781 і 5 травня 1783), залишив у нотатках до опису замкового мосту таке (див. малюнок Мюнца): велика округла вежа, з'єднана в аркадовим мостом була побудована ще до часів застосування артилерії, для оборони долини міста чи міського рову. Потужна батарея замку, яка тут змальована, направлена в долину річки Смотрич… На березі скали, на якій розмістилося місто, в місцях, з яких найкраще обстрілювати долину, стоять сильні батареї потужного калібру. Місто можна заатакувати тільки від північної брами або з західної сторони фортеці. Велика батарея, розташована в яру, оберігає долину на відстань 500 кроків на схід… Батарея та охороняє також просвіти аркад. На малюнку (південна сторона), дивлячись в західньому напрямку вздовж сторони замку. Міст дуже старий, в долині кам'янецькій, з сучасною батареєю, яка захищає долину на значну відстань. Той міст був збудований разом із першими укріпленнями в 14 ст. — доводить те, що рів чи яр був тоді такий же глибокий, як і в даний час. Верхні частини просвітів були закриті нерухомими міцними дерев'яними ґратами, нижні були рухомі або пересувні. Той, хто малював, повернений на захід і знаходиться на півдні скали, на якій стоїть місто. Кам'янець знаний в історія як фортеця з 1392 року, а як важлива місцевість з 13 століття. Оборонний мур (контрескарп) тут дуже високий від 80-100 стоп і навіть вищий .
1841 року Олександр Пшездзецький у книзі «Волинь, Поділля, Україна», описуючи Кам'янець, зазначив, що замок з містом з'єднаний аркадним кам'яним мостом.
У XVIII—XIX століттях «турецькі» мури внаслідок руйнації на різних ділянках (зокрема, 1872 року обвалився весь південний мур) неодноразово перемуровували та зміцнювали контрфорсами. До сьогодні майже не збереглося автентичних ділянок, виконаних турками. Відновлювальні роботи виконували польські фортифікатори Анджей Гловер, Ян де Вітте, а після другого поділу Польщі — російські архітектори. В пам'ять про значний ремонт мосту, виконаний 1766 року Яном де Вітте на кошти польського короля Станіслава Августа, на південному фасаді мосту було вмуровано пам'ятну дошку .
До 1876 року міст із кам'яними бар'єрами по боках був настільки вузький, що, як зазначає Юхим Сіцінський, на ньому не могли розминутися дві підводи. Тож подорожньому, який бажав проїхати через міст, доводилося очікувати на сприятливий момент, щоб ніхто не їхав назустріч. Тому згодом тут завжди стояв сторож, який керував переїздом через міст .
По обох кінцях мосту стояли вежі. 1876 року для розширення дороги розібрали велику башту Святої Анни на західному кінці мосту з боку Старого замку (меншу башту на східному кінці мосту з боку міста ще 1672 року зруйнували турки) . Збереглися незначні фрагменти веж. Того ж 1876 року міст розширили: кам'яні бар'єри по боках знесли, зробили дерев'яну настилку на кам'яній основі мосту, а по боках, на виступах, влаштували дерев'яні тротуари та перила. Міст зробився зручнішим для проїзду, але втратив свою давню оригінальність. Через міст проходило Проскурівсько-Ісаковецьке шосе .

### ХХ—XXI століття

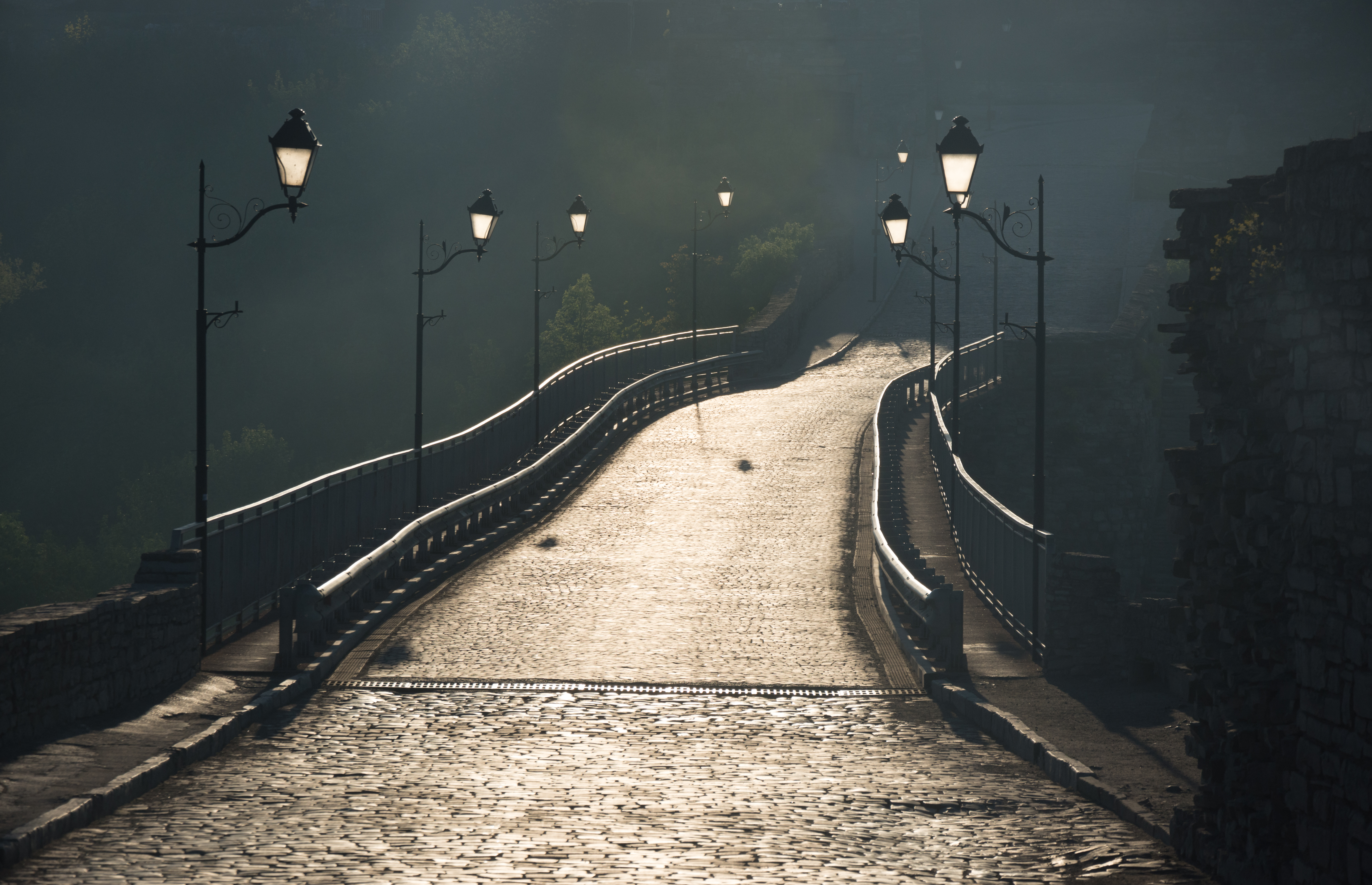
Міст на світанку

Про гостроаварійний стан мосту на початку ХХ століття свідчить листування 1911 року губернської влади з царським урядом, в якому йшлося про необхідність негайного капітального ремонту мосту. Але тоді до ремонту так і не приступили. За спогадом Юхима Сіцінського, на початку XX століття під час обвалу північної стіни (з боку Видрівки та Польських фільварків) відкрилися арки .
1942 року під час окупації Кам'янця-Подільського німці провели останню солідну реконструкцію Замкового мосту. Тоді міст був майже непридатний як комунікація: вузька проїжджа частина покрилася численними вибоїнами. Німецькі будівельники насипали поверх шар піску та збудували ще один ряд пологих арок, які оперли на старовинні пілони. Крім того, вони вмурували впоперек сталеві балки так, щоб вони виступали з обох сторін. Це дозволило розширити горішню частину мосту до 7,5 метра, зокрема проїжджу частину — до 6 метрів. Водночас підвищено її поверхню в середньому на 2,5 метра за допомогою шару камінно-земляної маси (забутовки). Це усунуло увігнутість мосту та зробило рух транспорту по ньому зручнішим .
Внуштрішню конструкцію мосту фрагментарно досліджено 1982 та 1994 року. 1996 року було розпочато спільний українсько-польський проект реставрації Замкового мосту, який, згідно з гіпотезою українських дослідників, сягає античних часів. Для реалізації дослідницьких і реставраційних робіт створено доброчинні фонди: 1999 року — «Замковий міст» в Україні, 2000 року — «Міст» у Польщі. Польський уряд в особі прем'єр-міністра Єжи Бузека 2000 року призначив на дослідження і розроблення проекту реставрації унікальної пам'ятки спільного минулого України та Польщі 100 тисяч злотих. 2002 року з розробленим міжнародною творчою групою проектом реставрації Замкового мосту ознайомився прем'єр-міністр Польщі Лешек Міллер, коли відвідав Кам'янець, з яким його поєднують родинні зв'язки.
1999 року Замковий міст Кам'янця-Подільського (англ. Kamyanets Podilsky Castle Bridge) увійшов під № 85 до списку 100 найвидатніших пам'яток світу, які потребують збереження . 2005 року за кошти, виділені Кабінетом Міністрів України, Луцький мостозагін № 60 ВАТ «Мостобуд» (начальник загону Віктор Дмитрович Мельничук) провів реконструкцію мосту .
Унаслідок опитування, яке тривало від 7 грудня 2007 року до 14 січня 2008 року, Замковий міст визнано одним із семи чудес Кам'янця-Подільського .

## Характеристики моста
Сьогодні Замковий міст — це суцільний кам'яний мур, що з'єднує Старий замок із містом. Він мало нагадує міст і скоріше сприймається як гребля. Або, як пишуть Пламеницькі, «з архітектурно-конструктивного погляду міст має вигляд потужного кам'яного муру типу батардо» .

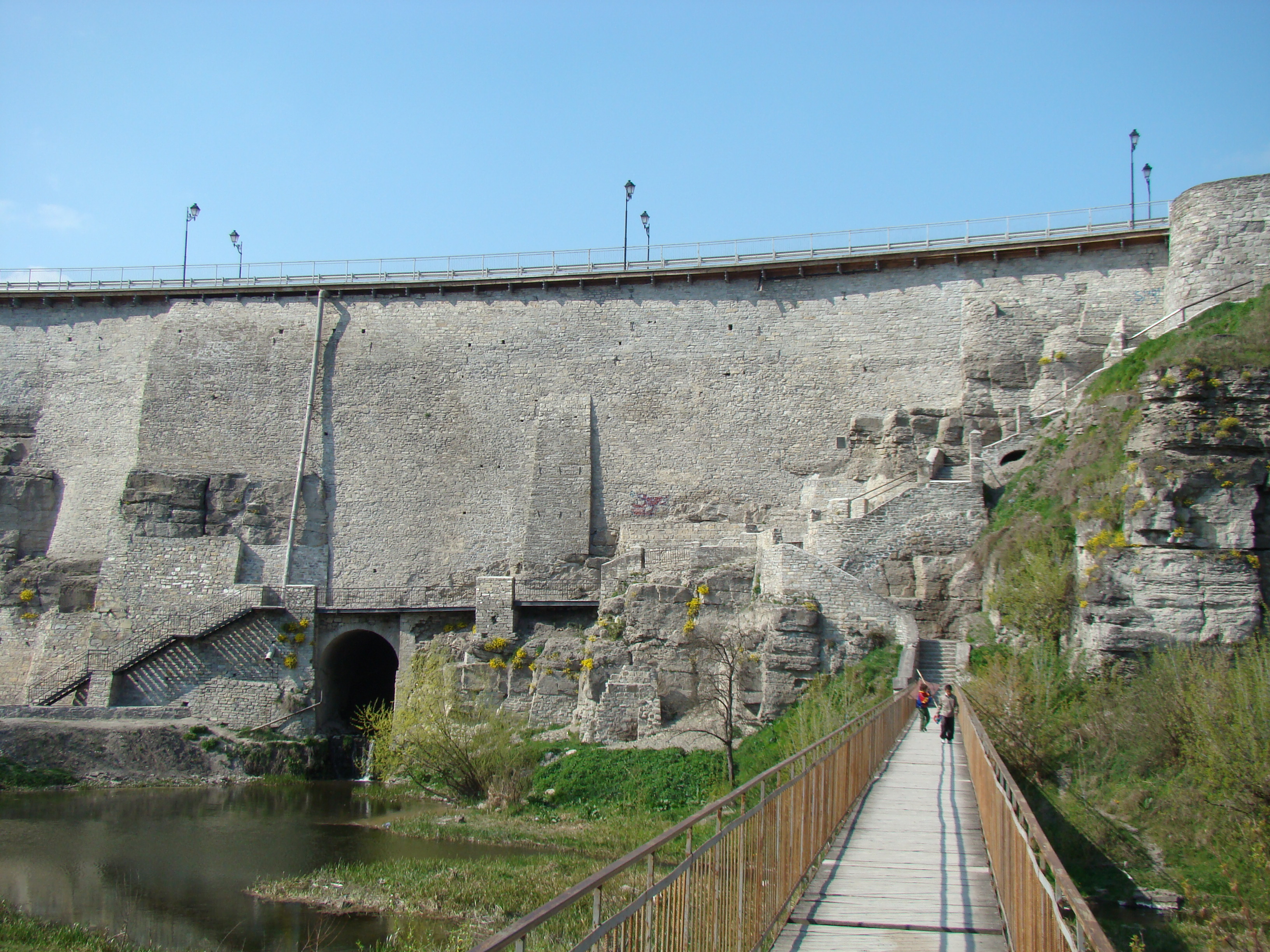
Замковий міст. Вигляд із півдня

В історичних габаритах довжина моста з рештками мостових веж становить 114 метрів, у сучасних габаритах — 86 метрів.
Ширина моста на рівні дорожнього покриття — 7 метрів, біля підніжжя — 10—12,8 метра.
Висота моста з боку верхнього, північного б'єфа — 24,6 метра, з боку нижнього, південного — 28,2 метра.
За основу мосту править вапнякова скеля між півостровом і замковим мисом у вигляді вузького гребеня, який у середній частині знижується. Тут у товщі скелі пробито похилий склепінчастий канал між б'єфами для пропуску води. Він має вигляд аркового отвору завширшки 5—6 метрів і заввишки понад 8 метрів на південному фасаді. Внаслідок цього утворився водоспад Круча завширшки понад 1 метр. Висота падіння води становить 2 метри . Краєзнавець Тамара Сис писала: «Вода вибила там глибоченну яму. Падаючи з величезної висоти, хвилі розбивалися на дрібнесенькі краплиночки, перетворювались на хмару ревучої білої піни. Називали той водоспад Кручею, бо крутилась там вода». За спогадом Тамари Андріївни, 1936 року Микола Стефановський із Підзамча стрибав із перил Замкового мосту в самісінький вир.
З обох боків мосту є кам'яні сходи в долину Смотрича. Їх споруджено в 19 столітті. З північного боку сходи мають 105 сходинок, з південного боку розгалужуються на два напрямки — на Руські фільварки (132 сходинки) і на Карвасари (139 сходинок) .
Через Замковий міст проходить вулиця Замкова, яка тягнеться від майдану Вірменський ринок у Старому місті до Старого та Нового замків .

## Дослідження моста
У 1980—1982 роках дослідження Замкового моста провели кафедра будівельних конструкцій і мостів Київського автомобільно-дорожнього інституту (керівник Анатолій Шкуратовський) та інститут «Укрпроектреставрація» (Євгенія Пламеницька, Анатолій Тюпич). У 1992—1994 роках міст досліджували Науково-дослідний інститут теорії та історії архітектури і містобудування (Євгенія Пламеницька, Анатолій Тюпич, Ольга Пламеницька) та Київський автомобільно-дорожній інститут (від 1994 року — Український транспортний університет, нині — Національний транспортний університет) .

### Основні результати досліджень
У ході проведених робіт було фрагментарно досліджено внутрішню конструкцію мосту. Через спеціально зроблені отвори в дорожньому покритті та забутівці дослідникам вдалося проникнути в підаркові простори двох мостових арок. Там вони виконали обміри та натурні дослідження мостової конструкції, включаючи шурфування в забутівці прогонів. Дослідники також узяли зразки будівельних розчинів пілонів, арок і щокових мурів у різних рівнях .

Замковий міст. Гіпотетична реконструкція на 2—3 століття Євгенії та Ольги Пламеницьких

Натурні дослідження засвідчили, що майже на триметровій глибині — під дорожнім покриттям мосту, засипкою та забутівкою — є два аркові пояси. Верхній пояс датується 1942 роком і складається з кам'яних арок із низькою стрілою підйому. Ці арки виконано на кшталт бутового муровання на цементному розчині по шару засипки завтовшки 20—30 сантиметрів. Безпосередньо під ним йде нижній пояс стрілчастих кам'яних арок. Обидва аркові пояси спираються на пілони в різних рівнях. На рівні п'ят арок розміри пілонів у плані становлять 1,8 (2,1) на 3,9 метра. Розміри в осях двох обміряних у натурі прогонів становлять 6,6 і 7,4 метра.
Також було зроблено аналіз будівельних розчинів пілонів і нижніх стрілчастих арок мосту, решток вежі на західному кінці мосту та решток муру, що в цьому місці перегороджував міст. Аналіз показав, що на цих об'єктах було використано п'ять типів розчинів. Чотири з них — із пілонів у різних рівнях, вежі та західного поперечного мостового муру — належали до однієї підгрупи. Оскільки ці будівельні розчини були ідентичні із розчинами раніше дослідженої вежі на південній терасі Старого замку, то дослідники зробили висновок, що пілони, вежу та мур зведено в ІІ-ІІІ століттях.
Хіміко-петрографічний аналіз розчинів, використаних при зведенні пілонів і примостових вежі та муру, засвідчив високу культуру цих розчинів, ретельність їх виготовлення. Крім домішок товченої кераміки 1—2 століть, розчин містив рослинний клей, а також товчені корали з місцевої (поблизу Кам'янця-Подільського) гірської породи Товтрів (коралових відкладів Сарматського моря). Таких домішок не виявлено в жодній із споруд Старого міста .
У книзі «Кам'янець-Подільський» (Київ, 2004) Ольга Пламеницька зазначила, що пілони будували з місцевого вапняку на складному мурувальному розчині, який за властивостями відповідав вимогам римського будівництва. Зокрема, підкреслила дослідниця, в нижній частині пілонів, вкритій водою, застосовано розчин із домішками, які надали йому специфічну твердість: він тверднув у контакті з водою. «Будівничі досягли вражаючої міцності й стійкості пілонів: навіть тепер, на початку III тисячоліття, пілони зберегли монолітність, і дослідники змушені були застосувати спеціальне обладнання, щоб відколоти з мурування будівельний розчин для аналізу», — поділилася спогадом Ольга Пламеницька .
Зведені над пілонами арки дослідники продатували другою половиною 13 століття. Підставою для цього стала схожість розчину, використаного при їх зведенні, до розчину муровання вірменської Благовіщенської церкви Кам'янця-Подільського. За даними історичних джерел, вона постала до 1280 року як храм вірменської громади міста.
Зважаючи на специфічну стрілчасту форму арок, Євгенія та Ольга Пламеницькі зазначили, що є підстави вважати, що арки над пілонами мосту звели вірменські будівничі .

### Висновки Євгенії та Ольги Пламеницьких

Замковий міст. Вигляд на середину XVI століття. Реконструкція Євгенії Пламеницької, Анатолія Тюпича, Ольги Пламеницької

У результаті проведених досліджень Євгенія та Ольги Пламеницькі виділили два початкові етапи в будівельній історії Замкового мосту. На першому етапі, що датується ІІ-ІІІ століттями, міст, імовірно, не мав арок і завершувався дерев'яним хідником. На другому етапі у другій половині ХІІІ століття, коли місто відроджувалося після навали Батия, вірменські майстри перетворили міст на монументальний арковий віадук.
Коли в XIV — наприкінці XV століття було зведено башти на кінцях моста, а вздовж дорожнього полотна влаштовано парапети зі стрільницями, міст набув оборонної функції. З появою в другій половині XV — середині XVI століття оборонно-гідротехнічного комплексу Польської та Руської брам Замковий міст став його функційною частиною.
Загальний висновок дослідників такий: «Архітектурно-конструктивна структура Замкового мосту та його вік свідчать про те, що перед нами — унікальна споруда, яка не має аналогів не тільки на теренах України-Русі, але й далеко поза її межами» .

### Дослідження 1998 року
Велике комплексне інженерно-технічне дослідження мосту у квітні 1998 року провела робоча група у складі завідувача відділу реставрації пам'яток архітектури НДІТІАМ Ольги Пламеницької, завідувача відділення Варшавського науково-дослідного інституту доріг і мостів, доктора-інженера Януша Римші та інженерів науково-технологічної лабораторії «Конрест». Дослідники оглянули споруду зовні, проникли в її середину через спеціально зроблені шурфи. З'ясувалося, що всі елементи мосту, крім пілонів, є гостроаварійними. Результати експертної оцінки технічного стану пам'ятки такі:
- Скельна основа мосту на південному фасаді, що нависає над мостовими сходами, має безліч мікротріщин. Вертикальна тріщина завглибшки понад 1 метр і заввишки 2 метри з розкриттям до 40 см може в будь-який час призвести до відриву скелі від основного масиву.
- Нижні стрільчасті склепіння в двох простежених прогонах мають тріщини по осі мосту з розкриттям від 8 до 22 см. Половина нижнього склепіння в одному з обстежених прогонів обвалилася. Будівельний розчин нижніх арок здебільшого вимитий водою. Камені в окремих зонах повністю роздавлені.
- Верхні арки (1942 року) виконано по тонкому шару піску, насипаному поверх нижніх склепінь, що свідчить про неможливість використання цих арок як повноцінної конструкції-носія.
- Обмурування мають безліч горизонтальних і вертикальних тріщин, будівельний розчин деструктований, місцями повністю «висипався». На 25 % поверхні спостерігається відшарування обмуровки від арково-пілонної конструкції. Місцями зазор між пілонами й обмуровкою перевищує 20 см.
- Вологість усіх елементів мосту становить 28 % (при нормі 8 %), що означає, що споруда мокра.

Прогнозуючи, чим загрожує така ситуація, експерти зазначають: «Відшарування бічних мурів призупинити неможливо. Аварія неминуча й полягатиме у зсуненні їхнього масиву й обрушенні мосту. Це спричинить втрату унікальної в Європі пам'ятки, втрату міської комунікації, погіршення екологічної та гідрологічної ситуації в місті, людські жертви».

## Міст на Траяновій колоні
У пошуках аналогів Замкового мосту Євгенія та Ольга Пламеницькі звернулися до колони Траяна в Римі, що вкрита барельєфними зображеннями війн цього імператора. На одному з рельєфів показано п'ятипрогінний міст, перекритий дерев'яними арковими фермами. Дослідники багатьох країн світу вважали, що це зображення мосту через Дунай в околицях Дробети (нині румунське місто Дробета-Турну-Северин), який 105 року збудував архітектор Аполлодор на замовлення імператора. Ольга та Євгенія Пламеницькі вперше звернули увагу на цілковиту невідповідність зображення натурним залишкам Дунайського мосту і на дивовижну подібність зображення на Замковий міст у Кам'янці-Подільському .

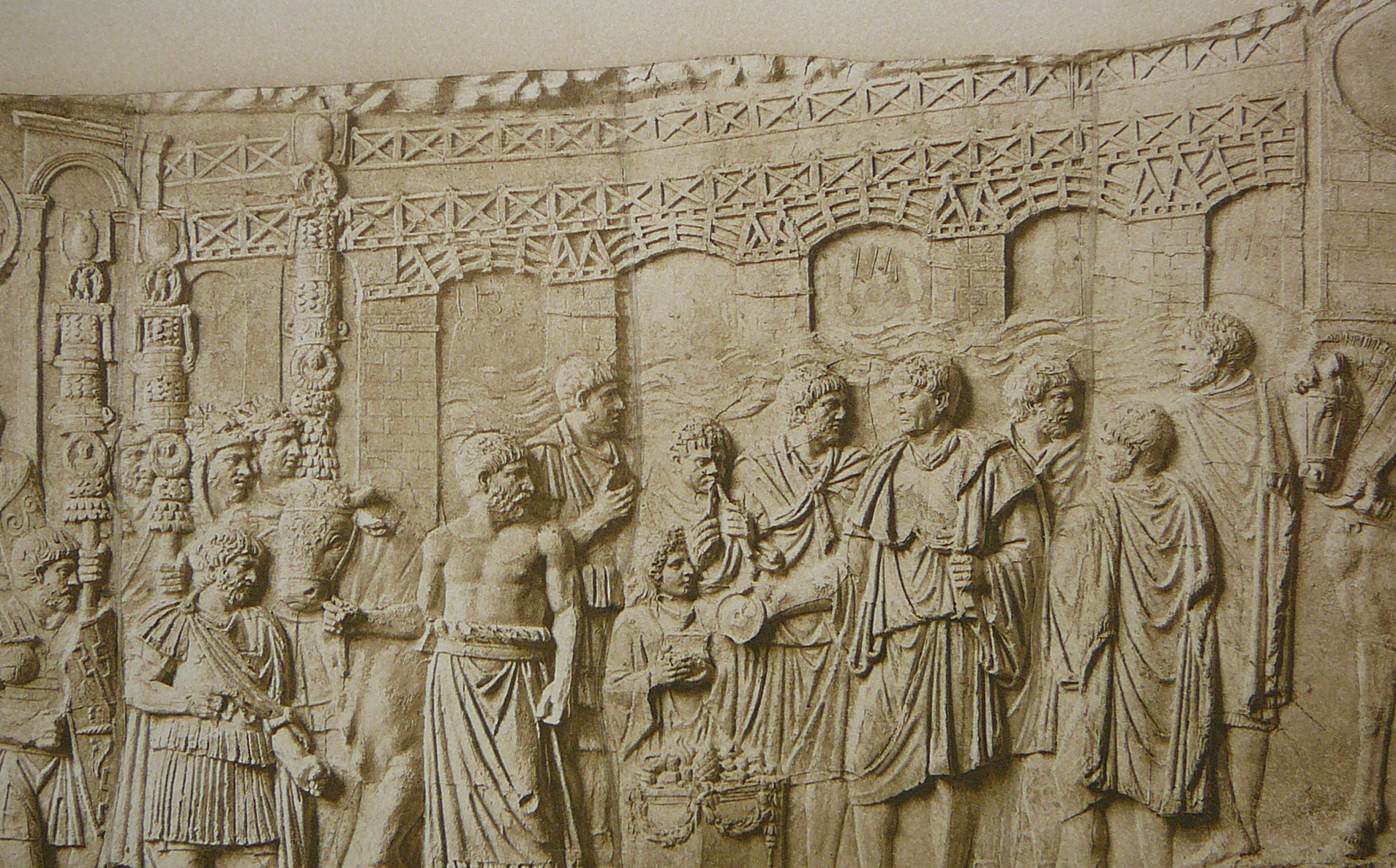
Міст на колоні Траяна в Римі

Гіпотезу щодо давньоримського походження мосту підтримав польський фахівець із римського мостобудування доктор-інженер Януш Римша .
Міст через Дунай, за даними натурних досліджень та обмірів, виконаних у XIX столітті Поповічіу, а також за описом Діона Кассія (ІІІ століття), становить 21-прогінну конструкцію. Його довжина 3570 стоп (1050 метрів), розмір прогону між осями — 170 стоп (50,32 метра), товщина пілонів (по фасаду) — 50 стоп (14,8 метра). Пілони було виконано з каменя, а підтримкову конструкцію — з дерева, у вигляді аркових ферм.
Визначення розмірів моста на колоні Траяна ґрунтується на вирахуванні висоти перил, рівної 4 стопам (1,2 метра). Відповідно до неї визначено головні розміри моста: довжина — 52,7 метра (довжина основної частини — 38,5 метра), розмір прогону між осями — 26 стоп (7,7 метра), товщина пілонів (по фасаду) — 7 стоп (2,1 метра). Розміри зображеного моста майже в 7 разів менші від розмірів реального моста, тож, зазначають Ольга Пламеницька та Януш Римша, міст, представлений на колоні Траяна, ніяк не може бути мостом через Дунай .
Замковий міст у Кам'янці має такі розміри: довжина основної частини — 39 метрів, середній розмір прогону між осями — 7,8 метра, товщина пілонів (по фасаду) — 2,1 метра. Ідентичність цих розмірів із відповідними розмірами моста на колоні дала Пламеницьким підставу:
- застосувати в графічній реконструкції Замкового мосту констуктивне рішення підтримкової конструкції прогонів з арковими фермами, показаними на колоні Траяна,
- ідентифікувати міст на колоні Траяна як Замковий.

Як зазначають дослідниці, факт появи кам'янецького моста на колоні Траяна може свідчити про важливу історичну роль Кам'янця й усього обширу Середнього Подністров'я в перших століттях нашої ери. У свою чергу такий висновок вказує, що необхідно переглянути дотеперішні погляди на спосіб і шлях просування римських легіонів під час Траянових воєн.

## Суперечки довкола походження мосту
Запропонована Євгенією та Ольгою Пламеницькими, підтримана Янушем Римшою та краєзнавцем Тарасом Дишкантом версія про давньоримське походження Замкового мосту викликала широку дискусію.
Розглядаючи проблему Замкового мосту, Іван Гарнага зазначає, що міст конче потрібний був ще в середині першого тисячоліття, бо щоразу, коли авари чи інші кочовики наближались до града, всі жителі Кам'янця кидалися під захист міцних укріплень на мисі. Дослідник зазначає, що «дістатись до мису за лічені хвилини можна було при наявності мосту, тож, певно, його уже тоді було споруджено, але не з дерева, а з каменю, бо навіть дубові опори на голій скелі стояти не можуть». Проте, за словами Гарнаги, тоді слов'яни складні споруди (як, наприклад, мостові опори з каменя), не будували, вони навіть укріплення зводили із землі й дерева. Поставивши запитання «Хто допоміг кам'янецьким правителям-патріархам спорудити перший у цьому краї міст із кам'яними опорами?», дослідник прийшов до такого висновку: 
| Швидше всього цю роботу виконали місцеві умільці (можливо, придунайські даки) під керівництвом полонених римських чи грецьких будівельників. Майстерно виконана кладка пілонів (опор) Замкового мосту ввела теперішніх дослідників історії споруди в оману. Бо грецький (чи римський) спосіб мурування будівельники багатьох західноєвропейських країн, навіть скандинавських, використовували ще протягом багатьох століть. Спорудження Замкового мосту треба було датувати не ІІ, а V чи VI століттями. Але це лише припущення, бо для встановлення точної дати будівництва мосту не вистачає відповідних археологічних матеріалів. |
Чисто в теоретичній площині розглянув питання про Замковий міст дослідник фортифікації Кам'янця-Подільського Ігор Данилов . На погляд історика, якщо виходити з того, що на кам'янецькому півострові міг розташовуватися (чисто теоретично) римський військовий табір, то при цьому міст на півострів був не просто потрібний, а життєво доконечний:
| З одного боку, височіючи над місцевістю, він міг бути самостійним укріпленням, з другого — давав змогу провести загін, не ламаючи його ладу, в бік чистого поля (теперішнього Підзамча). Шляхів обабіч півострова, очевидно, не було. З тих же таки тактичних міркувань. А якщо вони й існували раніше, то їх могли знищити, прокладаючи дорогу через міст. До речі, той давній міст потребував не так уже й багато часу та матеріалів для будівництва, оскільки не був схожий на теперішній суцільнокам'яний моноліт, а мав вигляд п'яти мурованих опор — пілонів з дерев'яними прогонами, які в разі потреби можна було підняти або спалити, блокувавши дорогу до табору на півострові з боку поля. Чи могли римські військові загони самостійно збудувати такий міст — питання більш ніж риторичне. Римські військово-інженерні служби досконало володіли прийомами фортифікації, що передбачали муроване будівництво. |
Андрій Задорожнюк (нині кандидат історичних наук) у статті з промовистою назвою «Навіщо будувати міст на пустинний півострів?» писав: «Відомо про надзвичайно бюрократичну машину в римському суспільстві, де зведення такої складної гідротехнічної споруди мало б залишити документальні підтвердження. І головне — необхідність будівництва кам'яного мосту на пустинний скелястий півострів. Відповіді на це основне, на нашу думку, питання не знаходимо у творців дако-римської концепції» .
Іон Винокур і Микола Петров назвали фантастичними запропоновані Пламеницькими перший і другий будівельні етапи мосту, оскільки немає об'єктивних історичних і археологічних свідчень про функціонування мосту в ІІ—ІІІ століттях, незрозуміло, звідкіля автори «брали для датування будівельні зразки розчинів, що використовувалися для мурувань пілонів і нижніх арок мосту» .

## Замковий міст у творчості

### Фольклор
Легенду «Відьмар з-під Турецького моста» записала фольклористка Тамара Сис (1913—2009). Вона її чула ще в ранньому дитинстві від своєї бабусі Ганни Семик . Легенда розповідає, що старий відьмар допомагав туркам своїми чарами, коли вони йшли на Кам'янець. Коли ж через 27 років туркам довелося покидати Кам'янець, вони не встигли вивезти всього награбованого. За наказом відьмара турки зробили здоровенну дубову діжку, просмолили її та зсипали в неї золото, коштовне каміння. Опинилася діжка під Турецьким мостом — «під водою в тій ямі, де ніхто дна не дістає». Сторожує діжку відьмар і чекає того часу, коли турки по золото прийдуть. Є тільки один спосіб підняти діжку. Коли на Великдень піп уперше заспіває в церкві «Христос Воскрес», то всі відьми та відмарі на якусь мить втрачають силу. В цей момент сміливцеві треба скочити у воду із Замкового мосту та притримати відьмара за бороду, тоді «вода сама на берег діжку із золотом викачає».

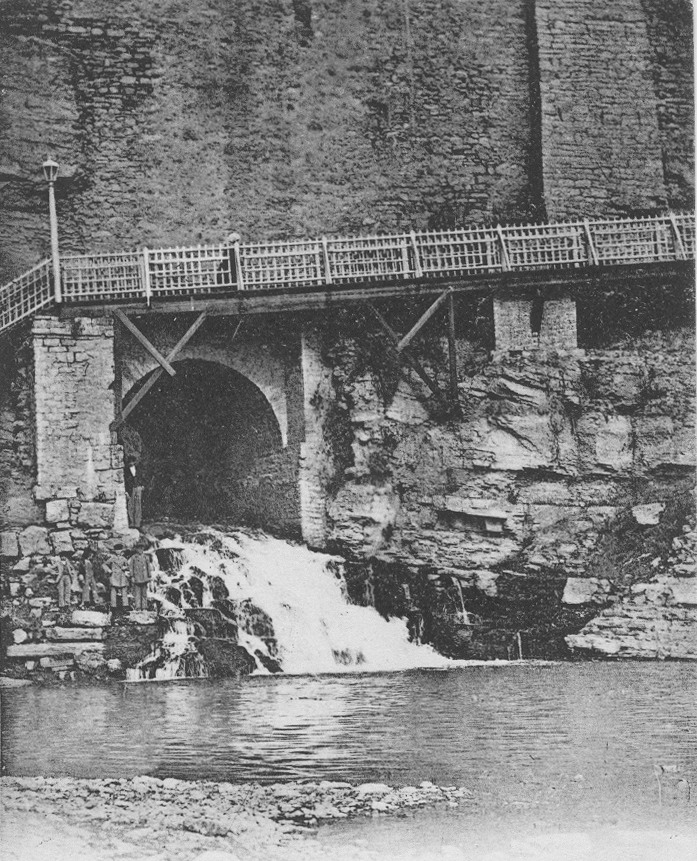
Водоспад Круча під Замковим мостом. Кінець 19 століття

Інша легенда розповідає, що награбоване золото та срібло турки везли на возах і каретах через Замковий міст. В однієї з карет раптом відвалилося колесо — і вона з мосту впала у Смотрич. Турки не змогли її витягти. Один картограф, який був свідком цієї події, занотував місце, куди впала карета. Серед турків був чарівник, який зачарував скарб, щоб він тільки туркам у руки дався, коли вони повернуться. Але старі люди кажуть, що є дні, коли закляття не діє. Також ходять по Кам'янцю чутки, що турки обіцяли винагороду за знайдене золото. Тоді вони своїм коштом повністю відбудують Старе місто, а людину, що знайде карету, забезпечать на 10 поколінь наперед.
Повіривши в легенду, влітку 1990 року троє кам'янчан стали шукати скарб під Замковим мостом. Для цього навіть русло Смотрича змінили. Нічого не знайшли, тільки ледь екскаватора не втопили .
Турки, які покидали Кам'янець, захоплений ними скарб, Замковий міст, через який вони «з возом побігли», фігурують у щедрівці «Ой над полем над Поповим зіронька сіяє…», яку записала кам'янецька фольклористка Олена Аліксійчук .
Існує легенда, що на Замковому мосту закінчився земний шлях сина Богдана Хмельницького — Юрія. Турки двічі надавали Юрієві Хмельницькому султанський фірман на звання гетьмана і «князя Сарматійського» з резиденцією в місті Немирів. 1685 року за доносом турки заарештували гетьмана-князя та привезли його в Кам'янець-Подільський. Після короткого розслідування, яке відбулося в Ратуші на Польському ринку, Юрієві прямо на майдані накинули мотузку на шию та повели на Замковий міст. Там його задушили, а труп скинули в річку . Документального підтвердження, що Юрія Хмельницького стратили в Кам'янці-Подільському, немає. Історик Юрій Мицик зазначає: «Де і як було виконано вирок, невідомо. За одними даними, його задушили на Турецькому мості в Кам'янці-Подільському, за іншими — стратили в Стамбулі» .
Новітню легенду, пов'язану із Замковим мостом, повідав журналіст газети «Україна Молода» Михайло Бублик: 
| Як відомо, Віктор Ющенко дуже цікавиться українськими древностями, і коли (ще в ранзі Прем'єра) відвідав Кам'янець, його серце не могло не стріпонутися від звістки про давньоримську пам'ятку. Він зажадав побачити її на власні очі, але для цього треба було знімати асфальт на проїжджій частині. Аби не заважати людям і машинам, Віктор Андрійович вирушив на зустріч з історією вночі. А в цей час із Підзамча в напрямку своєї оселі вирушив один кам'янчанин… Інтелігент загалом, він у даному конкретному випадку «прийняв на груди» достатній обсяг рідини, після якої світ сприймається не зовсім адекватно. Отож він ступає на міст — аж раптом земля розверзається, з пекельного отвору б'є нестерпне світло, і перед ним, на відстані витягнутої руки, постає Прем'єр-міністр його країни. Якого він і в столиці міг побачити хіба що за тонованим склом урядового «Мерседеса», що летить зі швидкістю винищувача. А тут — у маленькому містечку, навіть не в обласному центрі… |

### Поезія
Український поет Іван Кулик, який від травня 1921 року до травня 1922 року працював секретарем повітового комітету КП(б)У в Кам'янці-Подільському, згадав Замковий (Турецький) міст у вірші «Артьомовка Шура», написаному 1922 року в Харкові :
| А коли Палій через границю Продирався, скаженіючи від злості, — Ми з тобою вдвох із рушницями Всю ніч на Турецькім мості. |

Згадав Замковий міст і поет празької школи, уродженець Кам'янця-Подільського Микола Чирський у вірші «Кам'янець на Поділлі», написаному 1928 року в Ужгороді :
| Готовий скочить прямо з мосту в обійми любих Карвасар. |

Поет-сатирик Віталій Нечитайло новітні пошуки золотої карети під Замковим мостом відобразив у гуморесці «Золота карета», яка увійшла до однойменної збірки, виданої 2002 року :
| П'ять прожекторів могутніх з понтонного полку так світили, що за милю було видно голку. Та на дні, окрім каміння і рака старого, що пролежав сотню років, не було нічого. |

Відштовхнувшись від дако-римської гіпотези про заснування Кам'янця-Подільського, поет Іван Васильчук написав сонет «Раби Траяна будують міст» (первісна назва — «Раби будують міст у Кам'янці»), який починається так: 
| Сповиті гнівом, сповнені журби, Повержені могуттю у двобої, З каньйону Смотрича, з ріки прудкої Підводять міст знесилені раби. |

Вірш Клавдії Грубляк «Кам'янцю древній, колиско моя» з її першої збірки «Калиновий спів» (Кам'янець-Подільський, 1992), покладений на музику Миколою Мельником, став піснею. Її перший куплет звучить так: 
| Бачу осені барви ясні, Міст Турецький мене привітає. Лихоліття минулого дні Скелям Смотрич-ріка нагадає. |

Цікавий образ Замкового мосту, насичений історичними паралелями, створив поет Іван Покотило у вірші «Фортеця серця», який увійшов до його однойменної збірки вибраних текстів-мотивів різних років (Кам'янець-Подільський, 2008): 
| На Турецькому мості — Кам'янчани і гості, Наче кожен шукає, Що колись тут забув: Чи — Варшава, чи — Вільнюс, Чи — Москва, хоч повільно, Навіть Київ, — хай вільний, — І, звичайно, Стамбул. |

Журналіст Віталій Абліцов висловив таку думку: 
| У давньому Кам'янці-Подільському досі привертає увагу майже античний міст, що єднає міські вулиці з фортецею. Коли б, наприклад, Гійом Аполлінер народився в Кам'янці, він обов'язково увічнив би той міст. Але Г. Аполлінер прийшов у цей світ у Парижі, тому він оспівав міст Мірабо, що єднає береги Сени. |

### Проза

#### Трилогія «Стара фортеця»
Не раз згадується Замковий міст, водоспад під ним у трилогії Володимира Бєляєва «Стара фортеця». Зокрема, в епізоді, коли головний герой проводжає Галю на Видрівку. Письменник називає Замковий міст фортечним: «Кінчалися скелі, почався фортечний міст» (герої йшли внизу берегом Смотрича). І далі: «За високим кам'яним мостом, що сполучає місто із Старою фортецею, глухо шумів водоспад» . В іншому епізоді Куниця мріє: «Ось буде темна-темна ніч — ані зірочки на небі, ні місяця, — тоді вийдуть усі більшовики з ліхтарями з підземного ходу й петлюрівців у полон позабирають, а самого Петлюру з фортечного мосту у водоспад кинуть» .

#### Повість «Чудо в Мисловицях»
Український письменник Олекса Ізарський, описуючи в повісті «Чудо в Мисловицях» Кам'янець-Подільський періоду Другої світової війни, згадує «Турецький міст, з визубнями, як османський кинджал» . 1967 року повість надруковано в журналі «Сучасність», а також видано окремою книжкою в Бібліотеці «Сучасності».

#### Повість «Турецький міст»
Роман Федорів написав історичну повість «Турецький міст», яка завершується вставною новелою про Юрія Хмельницького. Твір побачив світ у грудні 1970 року в журналі «Дніпро», потім неодноразово перевидавався . У «Книжці пережитого» Федорів зазначив: «…Мотив трагедії Юрася Хмельницького виник у мене в Кам'янці-Подільському, коли я з дружиною гостював у викладача Скорського. Якось, блукаючи, я помітив серед галуззя, соломи і різного сміття людський череп. Я взяв його, і чомусь раптово спало мені на гадку, що череп належав нещасному Юрасю Хмельницькому, якого, за переказами, турки зашили в мішок і кинули з моста у Смотрич…»  В одному з інтерв'ю журналіст поцікавився: «А правда, що Ви тримаєте вдома череп Юрія Хмельницького? Колись Хмельницького захопили турки і кинули в Кам'янці-Подільському з моста в річку, а Ви, кажуть, знайшли на тому місці його череп». Письменник відповів так: «Ну, я череп справді знайшов, але хто би міг довести, що це череп Юрія? У тій річці під Кам'янцем було втоплено не одного чоловіка, не одного козака і турка. Власне, звідси я і почав писати „Турецький міст“ і розділ про Юрася, бо я знайшов той череп на березі. Якби в мене був час і можливості, я би написав модерний роман про Юрася. Цей трагедійний чоловік вартий уваги молодої літератури. А череп можна знайти будь-де. Я лишив той череп у музеї в Кам'янці-Подільському» .

#### Роман «Єрусалим на горах»
Про Турецький міст Роман Федорів веде мову і в романі «Єрусалим на горах» (1993), який 1995 року було відзначено Шевченківською премією. Один із героїв твору — художник Василь Бережан — розповідає, як він першокурсником їздив у Кам'янець-Подільський зі студенткою Наталеною Шутько :
| А ще ми їздили до Кам'янця-Подільського, стояли на Турецькому мості й дивилися вниз на ліниву течію Смотрича… і в дзеркалі лінивої ріки моя Наталена побачила на дні козака, що лежав, підклавши під голову камінь. Вона його «побачила» і нічого не вдієш. «То Василику, — шептала мені, — Юрасько Хмельниченко лежить… той Юрасько, що його турки, кинувши з цього моста, втопили». Ніхто, до речі, теж достеменно не посвідчить, як воно насправді діялося з Юрасем Хмельницьким, існує така легенда… існує тайна і тільки. «Хіба тобі цього мало?» — запитувала Наталена й сині її очі ще більше синіли. |
Ставши художником, Василь Бережан намалював картину «Роздуми про Турецький міст», яку «вирішив по-сучасному, вклавши в неї трагедію моєї землі, що, зрештою, Турецький міст у Кам'янці-Подільському, стара фортеця, охоплена пожежею хатина проглядаються через порожнечу очниць черепа… черепа, може, Юрася Хмельницького» .
Виставлену на обласній виставці картину піддав гострій критиці «відомий у Львові мистецтвознавець Клим Вихрест-Горишко». У статті «Куди дивляться мертві очниці?» він прямо запитував: «Навіщо художник В. Бережан витратив на сумнівний за ідейним звучанням твір, який міг і повинен був використати свій талант у кращих цілях?» Цей епізод із роману перегукується з тією критикою, якій було піддано самого Романа Федорова за повість «Турецький міст». Зокрема, Микола Шамота у статті «За конкретно-історичне відображення життя в літературі», опублікованій 1973 року в журналі «Комуніст України», розглядаючи повість «Турецький міст», дорікав письменникові: «Бути патріотом — значить не лише пишатися багатством і красою своєї землі, а й творити це багатство і цю красу. Немає патріотизму взагалі, є радянський патріотизм» .